# 苞片

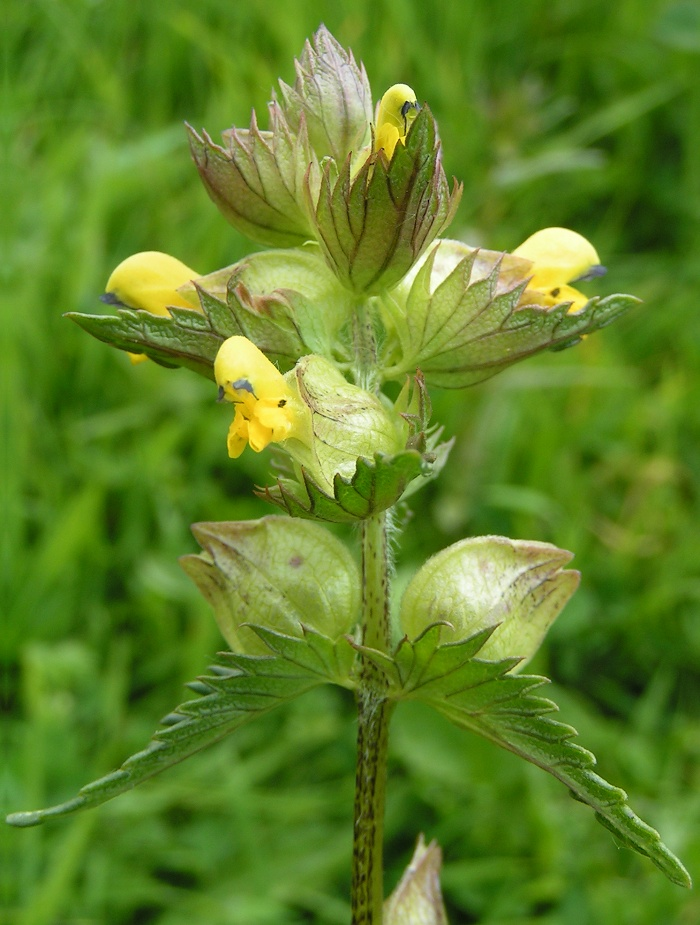
小鼻花（Rhinanthus minor）的紙質（上方）和葉質（下方）苞片。圖中所有像葉片的構造都是苞片。

在植物學中，苞片指長在單生花或花序的柄梗處，且在花萼以下正常營養葉以上的變形特化葉。常位於生殖構造（單生花、花序、毬果果鱗）的柄梗基部，但也有異位的著生。一般退化而比其營養葉小型且顏色形狀不同；但也有變為花瓣狀者。因可在花芽時期包圍整個花序，所以稱為苞片，其後常退化縮小。
苞片的外觀通常在大小、顏色、形狀或質地上和營養葉有所不同，也常和花的花萼或花瓣不同。在植物檢索及分類上，是否具有苞片是重要的特徵之一。
大型、常具色彩、甚至形似花瓣的苞片，又稱為“苞葉”；而長在裸子植物的毬果中軸，位於木質果鱗之外的對應構造，特稱為“苞鱗”。

## 功能
苞片具有保護花芽或果實的作用，甚至協助花的傳粉繁衍使命。
- 苞片具有保護的功能，例如在禾本科植物中，每朵穎花（floret）都由一對苞片包裹保護，大的稱外稃（lemma），小的稱內稃（palea），基部尚有一對穎片（glume）。這些稃片及穎片都是苞片的一種，也是碾穀時去除的穎殼，可作為飼料。而在松科植物中也有苞鱗可以保護種子或花粉。
- 有些植物（例如大戟科的聖誕紅和紫茉莉科的九重葛）的苞片具有鮮豔的顏色，可以配合或取代花冠來吸引授粉者。
- 夜蜜囊花（Marcgravia evenia）的苞片呈碟狀，可以有效反射蝙蝠的聲納，讓蝙蝠前來傳粉。[1]
- 先出葉（prophyll）是指單生花基部或花梗基部的小苞片，此術語也可指花序梗上的低位苞片；其可以幫助支撐花、花梗或總花梗。

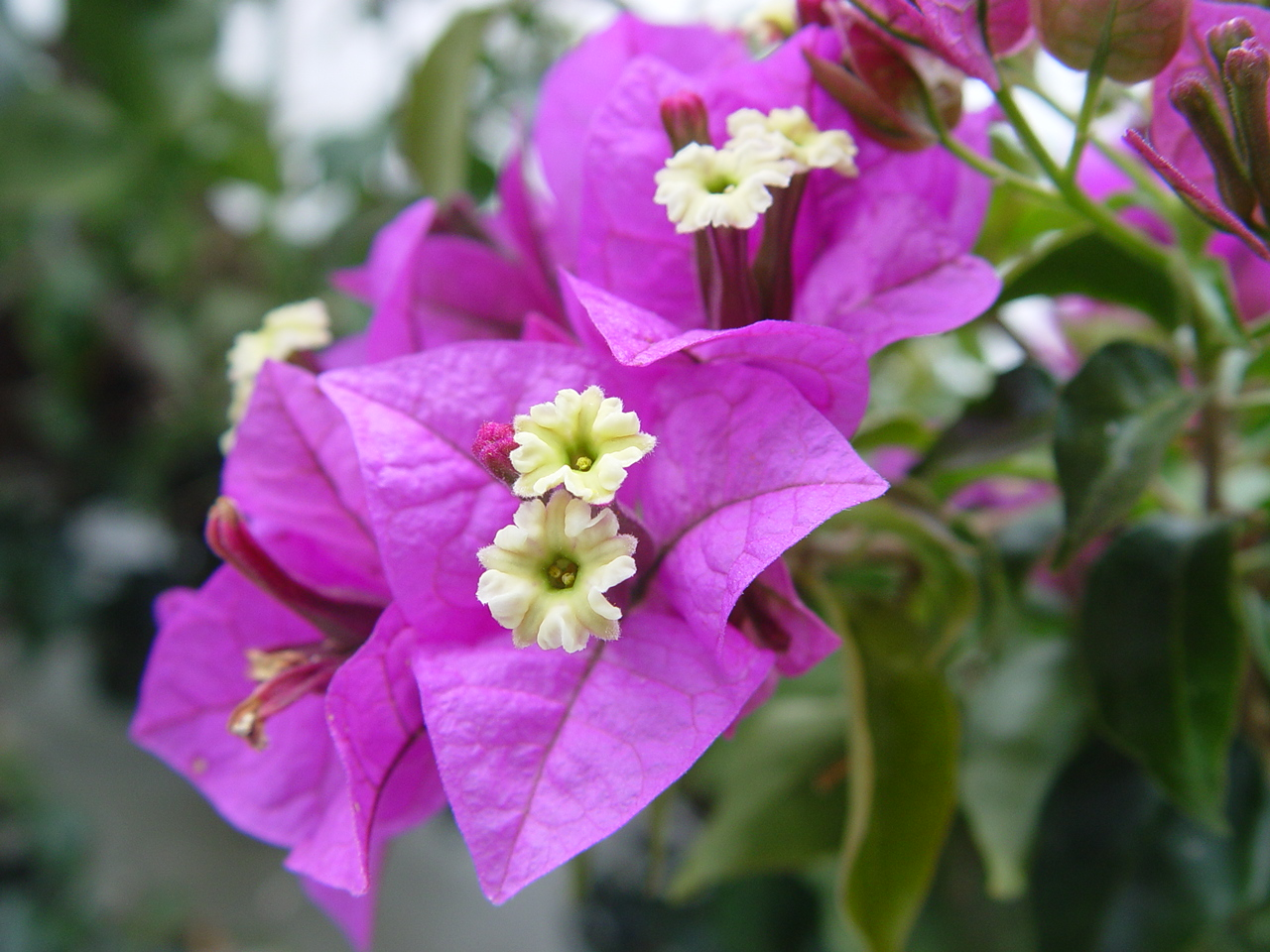
九重葛的紫色苞片和較白色的花冠更鮮明，可以吸引授粉者
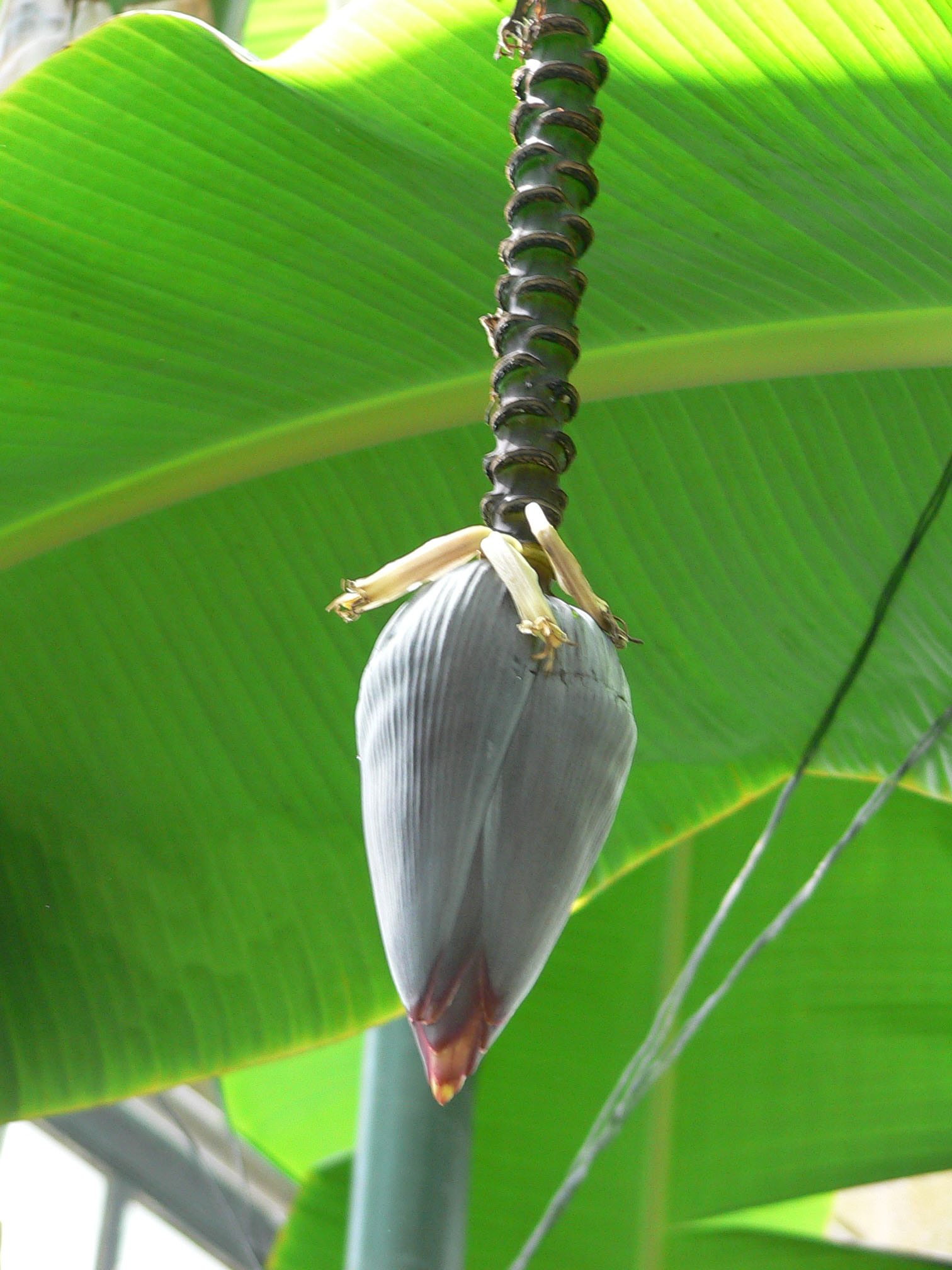
香蕉總花梗上的苞片可以保護花序
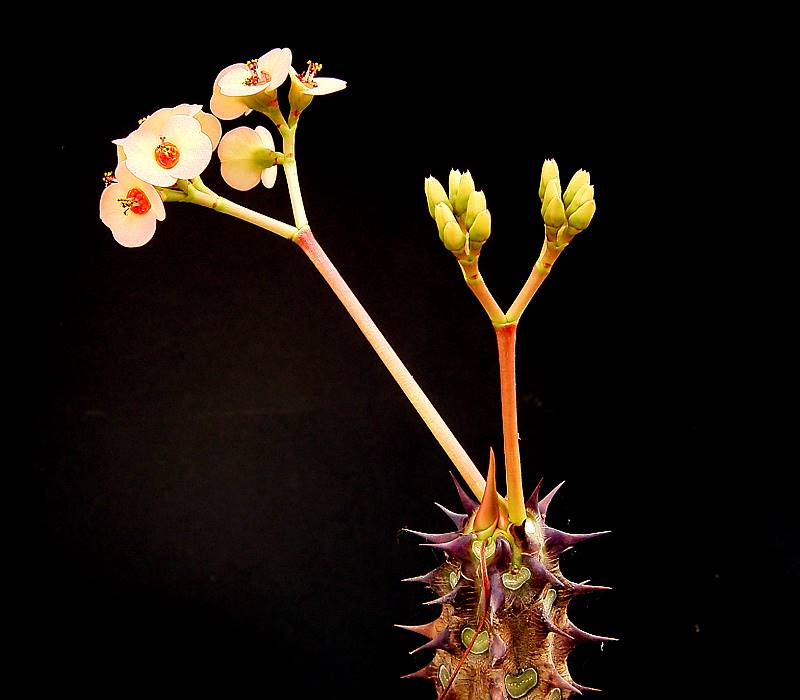
虎刺梅成對的粉紅色苞片
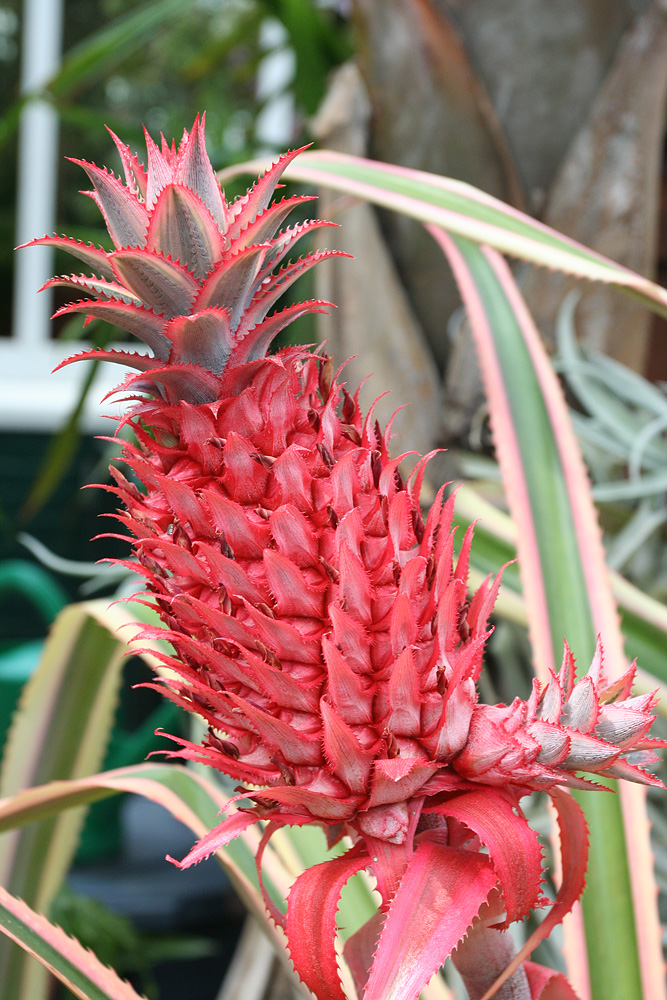
紅鳳梨的鮮豔苞片
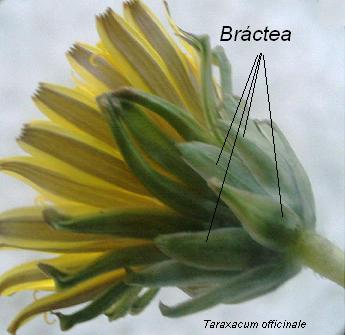
西洋蒲公英花朵基部的總苞
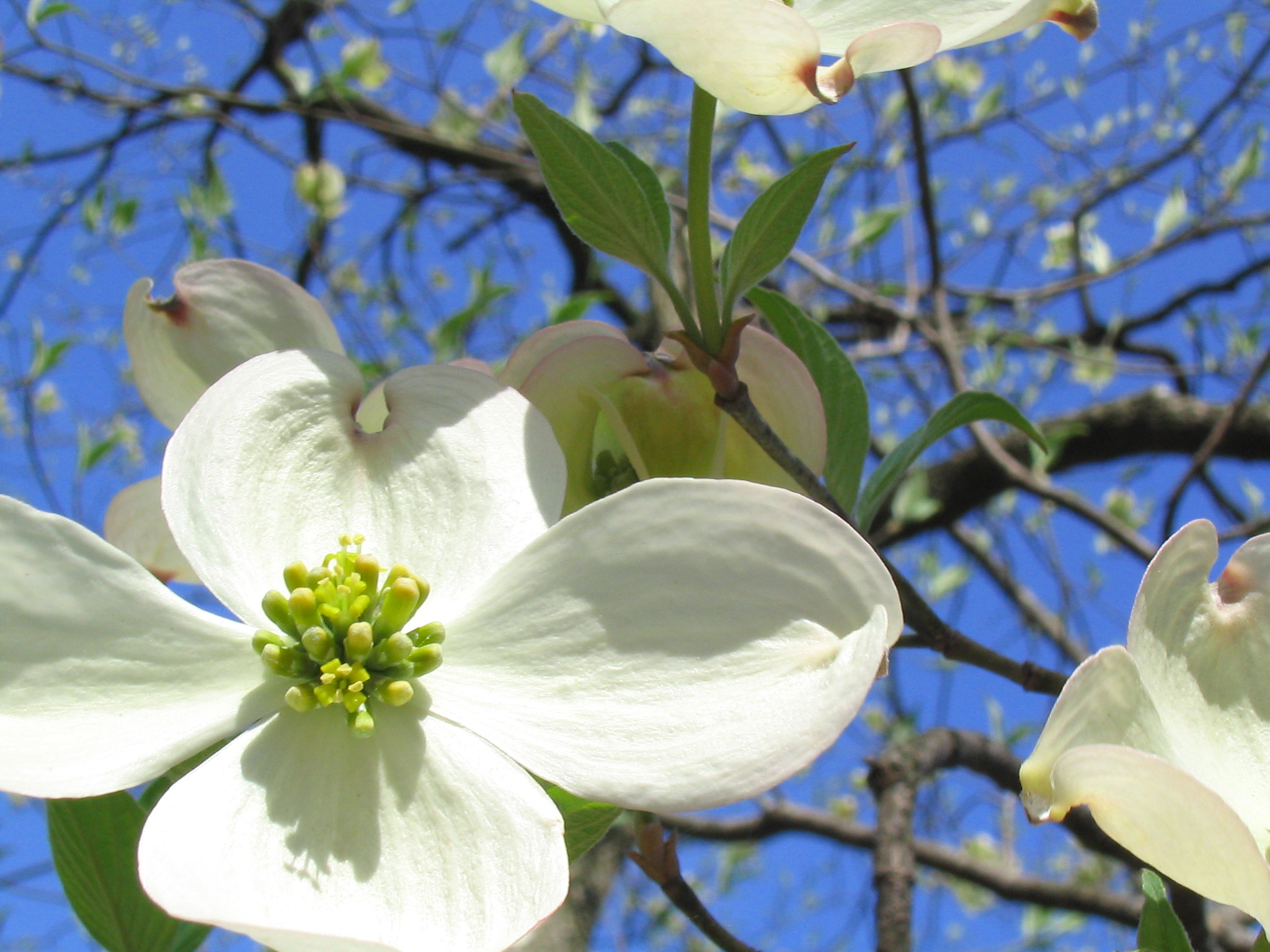
大花四照花的花序有四個白色大苞片環繞中間的許多花朵
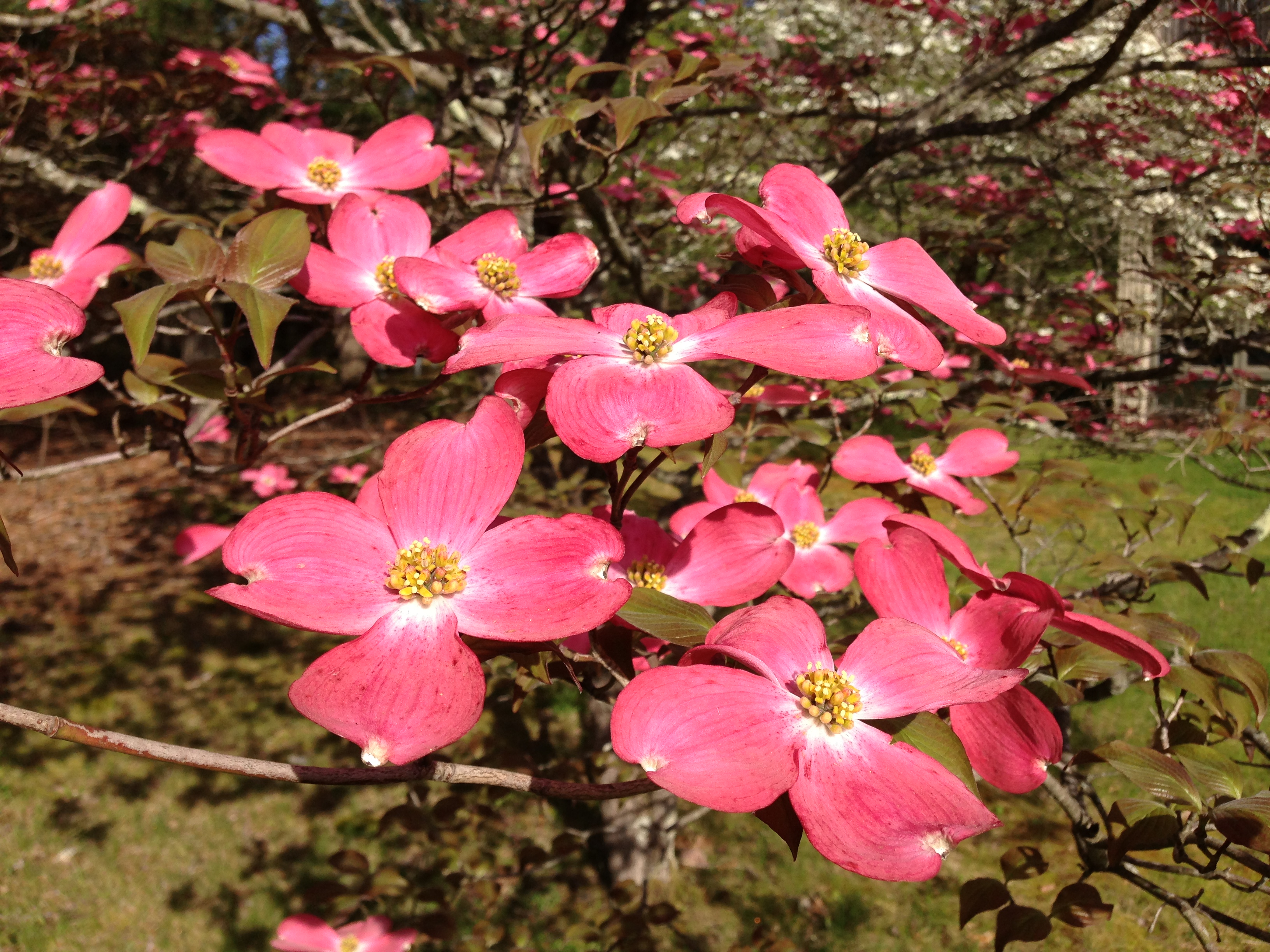
粉紅色的大花四照花

## 特殊類型

### 小苞片
特別小的苞片常被稱為小苞片（bracteole 或 bractlet）或稱次苞片；嚴格來說這是指位在花梗處甚至緊鄰花萼下的苞片，而非抱圍花梗基部較低位的苞片；屬於次級苞片，不但比苞片小而且著生於比苞片更高位處。

### 總苞
呈螺旋狀排列並支撐花序的苞片稱為總苞（involucre），常見於傘形科、菊科、川續斷科及蓼科植物。花序上的每朵花也可能有自己的小總苞（involucel），或稱為稃，通常非常細小。菊科的每個頭狀花序底下常有總苞。
總苞也可以用來稱呼其他位在花序基部非常顯眼的苞片，例如樺木科下鵝耳櫪屬和榛屬的總苞是呈細長葉狀，可以保護發育中的堅果。狼把草和鬼針草的頭狀花序也有細長的總苞保護。

### 萼狀總苞
萼狀總苞是圍在花萼外圍的小苞片，由眾多萼狀苞片組成，又稱為副萼片（episepal），在錦葵科及部份草莓屬的植物上可以發現。

### 佛焰苞
在天南星科，或棕櫚科、鳶尾科和鴨跖草科，常有單一具大的苞片包裹著花序，呈火焰形，稱為佛焰苞。在許多天南星科植物中，佛焰苞片包裹著肉穗花序，並具有如花瓣般的顏色可以吸引授粉者。
- 狼把草具有細長的總苞
- 朱槿具有萼狀總苞（圖中上方）
- 火鶴花的花序，包括一個佛焰苞片和肉穗花序。